# Helena Rojo
Helena Rojo, właśc. María Elena Enríquez Ruiz (ur. 18 sierpnia 1944, zm. 3 lutego 2024) – meksykańska aktorka filmowa i telewizyjna.

## Wybrana filmografia
- 1998: Cristina jako Luciana Hernández de Duval
- 2000-2001: W niewoli uczuć jako Damiana Guillén / Juliana Guillén vda. de Moreno
- 2003: Prawdziwa miłość jako Doña Augusta Curiel de Peñalver y Beristáin
- 2008-2009: Nie igraj z aniołem jako Cecilia Velarde
- 2014: El color de la pasión jako Milagros Fuentes Vda. de Valdivia
- 2016: Corazón que miente jako Sara Sáenz vda. de Castellanos

## Nagrody

### Califa de Oro
| Rok  | Kategoria           | Telenowela | Wynik   |
| ---- | ------------------- | ---------- | ------- |
| 1999 | Najlepsze wykonanie | Cristina   | Wygrana |

### Premios TVyNovelas
| Rok  | Kategoria              | Telenowela     | Wynik   |
| ---- | ---------------------- | -------------- | ------- |
| 2005 | Najlepsza antagonistka | Inocente de ti | Wygrana |

### Premios de la Agrupación de Críticos y Periodistas de Teatro
| Rok  | Kategoria                            |
| ---- | ------------------------------------ |
| 2016 | Nagroda honorowa za 45 lat na scenie |